# ژوستیس
ژوستیس (به فرانسوی: Justice) یک گروه دونفرهٔ موسیقی الکترونیک فرانسوی است که از دو نفر به نام‌های گاسپارد آوگی و خاویر دو رزنی تشکیل شده‌است. این گروه تاکنون یکی از موفّق‌ترین گروه‌های اد بنگر رکوردز بوده‌است.